# Mastigoproctus proscorpio
Espèce
Synonymes
- Thelyphonus proscorpio Latreille, 1806
- Thelyphonus antillanus C. L. Koch, 1843
- Thelyphonus australianus C. L. Koch, 1843

Mastigoproctus proscorpio est une espèce d'uropyges de la famille des Thelyphonidae.

## Distribution
Cette espèce est endémique des Antilles. Elle se rencontre à la Martinique et à Hispaniola. 

## Publication originale
- Latreille, 1806 : Genera crustaceorum et insectorum. Paris, tome 1, p. 1-302 (texte intégral).